# 锡格利盖特
锡格利盖特（匈牙利語：Szigliget）是匈牙利维斯普雷姆州所辖的一个村，总面积34.26平方公里，总人口854，人口密度24.9人/平方公里（2010年1月1日）。